# 布基烏基
布基烏基（英語：Boogie-woogie）又譯為布吉伍吉或布吉音樂，是1920年代後期流行的音樂流派，是在1870年代非洲裔美國人的社區發展起來。它最後從鋼琴衍伸到鋼琴二重奏和三重奏，吉他、大樂隊、鄉村和西部音樂，以及福音音樂。雖然藍調音樂傳統上表達了各式各樣的情緒，但布基烏基主要是和舞蹈關聯，最早的歌曲之一“派恩托普·史密斯的歌曲派恩托普的布基烏基”歌詞中完全說明了是對於舞者的指示：
Now, when I tell you to hold yourself, don't you move a peg.

And when I tell you to get it, I want you to Boogie Woogie!

(現在，當我告訴你控制自己的時候，你不要跨出一條腿。

當我告訴你要得到它時，我想讓你去布基烏基！)

它的特點是有一個常規的左手貝斯線，它隨著和弦的變化而變換。
布基烏基不是嚴格的鋼琴獨奏風格； 它可以伴隨歌手，並且在管弦樂團和小組合中出現。它有時被稱為"八到小節"，因為其中很大一部分是寫在共同時間上(
) 時間使用顫音八分音符(見 時間簽名)。和弦進行通常基於 I – IV – V – I (它有許多變型形式，如 I/i – IV/iv – v/I，而導向這些和弦)。
在大多數情況下，布吉音樂是十二小節藍調，儘管這種風格已經應用於流行歌曲，如"老人們在家"，和讚美詩，如"與你密切步行"。
典型的布基烏基貝斯線：

## 历史
根据《新韦氏国际英语大辞典》第三版来看，布基乌基的起源现已不可考。
一名来自圣安东尼奥的心理医生、钢琴家以及音乐家John Tennison提出了一种非常有趣的论点：四个来自非洲的词语构成了“布基乌基”这个词：“Boog”、“Booga”（两词义均为击鼓）、“Bogi”(意为舞蹈），还有“Mbuki Mviuki”(意为疯狂的舞蹈以至于将衣物甩开）。这些词语与“布基乌基”中的打击乐风格、疯狂的舞蹈行为、还有放荡不羁的风格一拍即合。也有一种说法是“布基乌基”音乐风格起源于妓院中的钢琴演奏。

## 外部連結
資源
- From Ammons to Zwingenberger: A brief history of Boogie Woogie （页面存档备份，存于）
- The Boogie Woogie Foundation (contains extensive article on the history of Boogie Woogie) （页面存档备份，存于）
- International Piano Great Bob Milne - schedule, music, videos （页面存档备份，存于）
- Silvester, Peter (2009/1988). The Story of Boogie-Woogie: A Left Hand Like God. Da Capo Books. ISBN 0-8108-6924-1.

節日
- The Hamburg Boogie Woogie Connection since 8.8.88 （页面存档备份，存于）
- International Boogie Woogie Festival Netherlands （页面存档备份，存于）
- International Boogie Woogie Festival Switzerland （页面存档备份，存于）
- International Boogie Woogie Festival Dorset UK （页面存档备份，存于）
- San Francisco International Boogie Woogie Festival （页面存档备份，存于）